# Viola huesoensis
Viola huesoensis är en violväxtart som beskrevs av Clodomiro Fidel Segundo Marticorena. Viola huesoensis ingår i släktet violer, och familjen violväxter. Inga underarter finns listade i Catalogue of Life.